# Ziemia łukowska

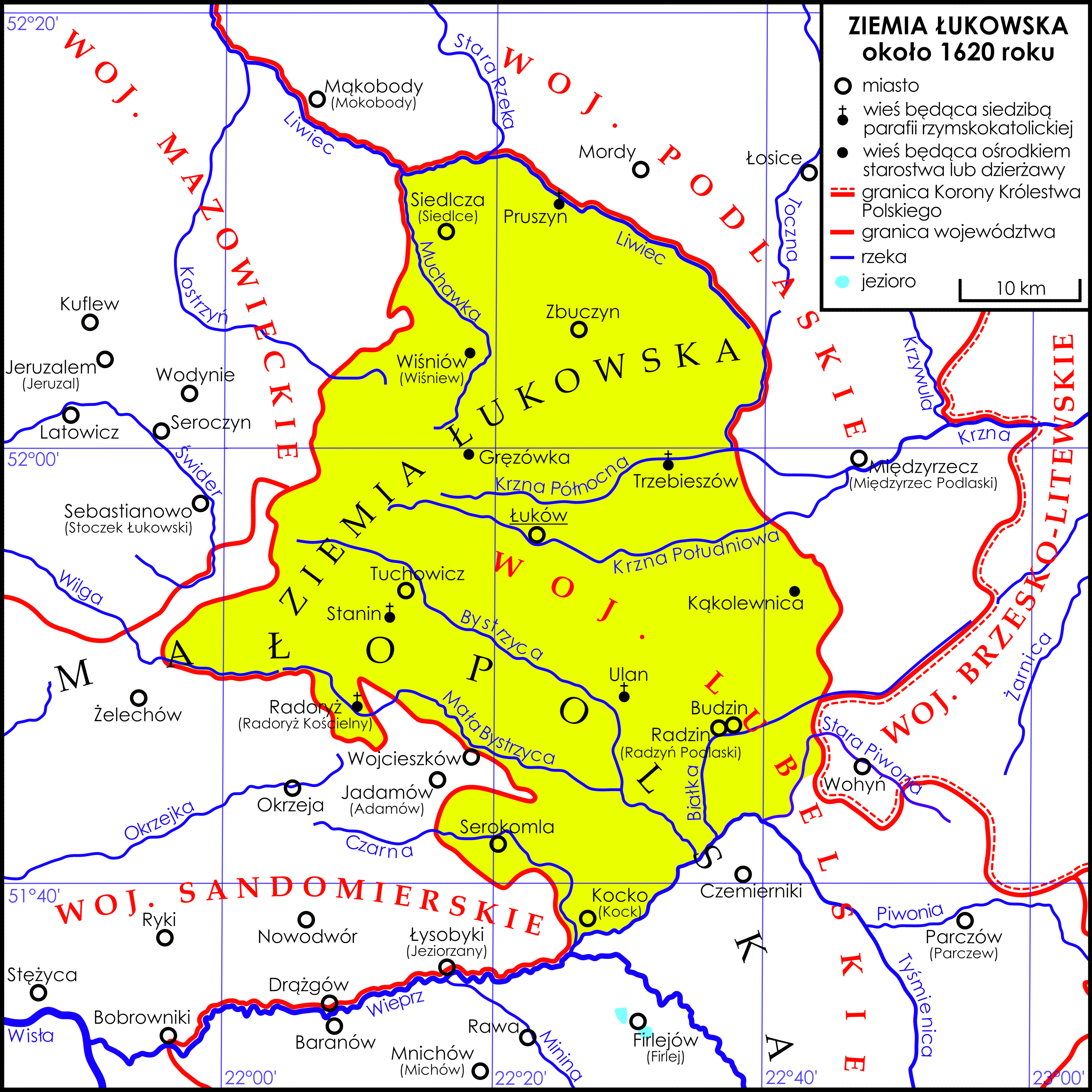
Mapa ziemi łukowskiej (kolor żółty) i obszarów do niej przylegających w granicach z około 1620 r.

Ziemia łukowska (łac. Terra Lucoviensis) – niewielka jednostka historycznego podziału terytorialnego ze stolicą w Łukowie, położona w północno-wschodniej części Małopolski. W czasach piastowskich należała do ziemi sandomierskiej, a w I Rzeczypospolitej wchodziła w skład województwa lubelskiego.

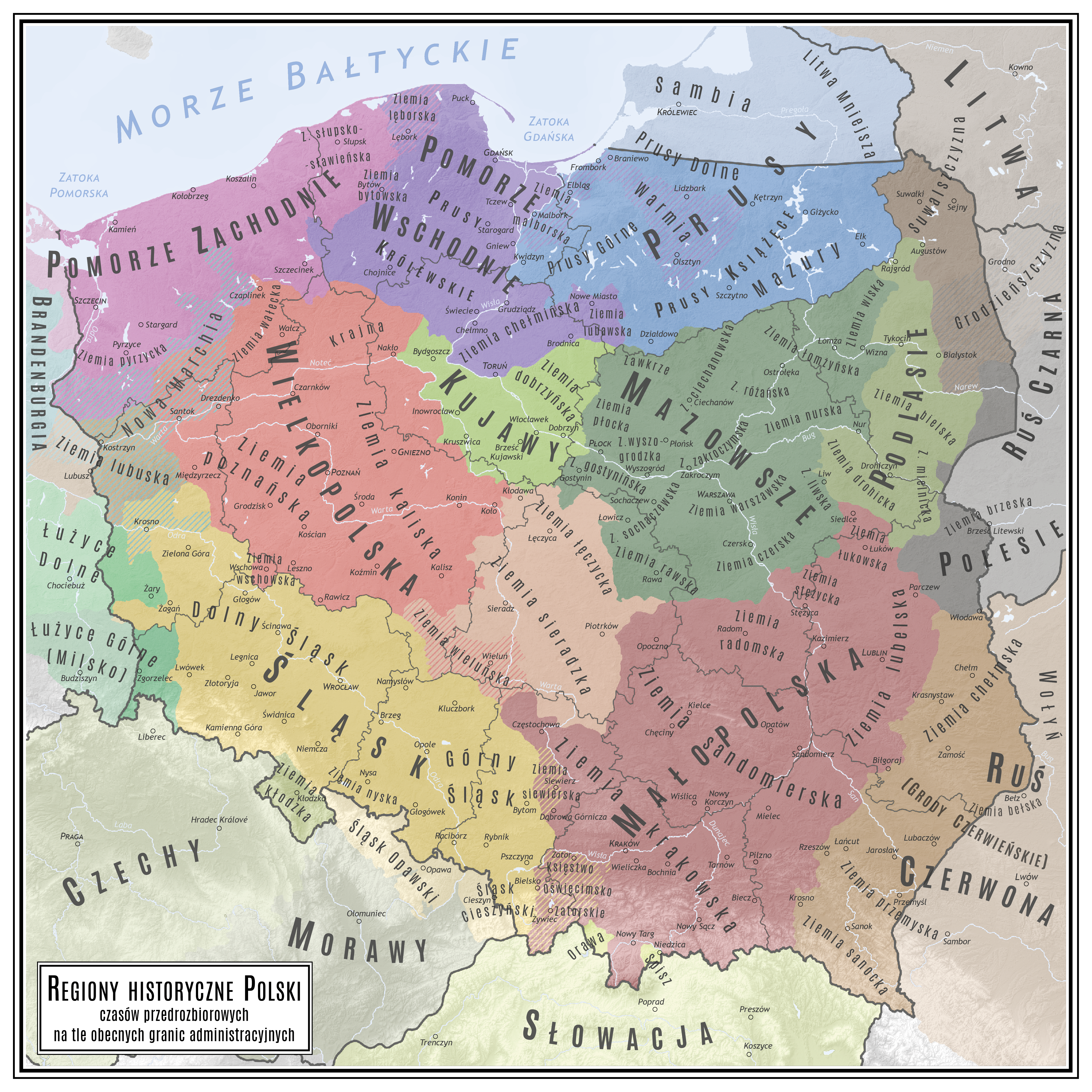
Ziemia łukowska i inne krainy historyczne Polski na tle współczesnych granic administracyjnych

Jednowyrazowym synonimem ziemi łukowskiej lub powiatu łukowskiego jest Łukowskie. Używany jest zarówno przez historyków i innych przedstawicieli humanistyki, jak i literatów.

## Nazwa łacińska
- Terra Lucoviensis (Districtus Terrae Lucoviensis) w 1531 r. – w Rejestrze poborowym województwa lubelskiego
- Districtus Lucoviensis – w 1620 r. w Rejestrze poborowym województwa lubelskiego

## Granice
Ziemia łukowska graniczy:
- na południu – z ziemią lubelską (Małopolska), oddziela ją dolina Tyśmienicy
- na południowym zachodzie – z ziemią stężycką (Małopolska),
- na zachodzie – z ziemią czerską (Mazowsze),
- na północnym zachodzie – z ziemią liwską (Mazowsze),
- na północy – z ziemią drohicką (Podlasie), oddziela ją rzeka Liwiec,
- na północnym wschodzie – z ziemią mielnicką (Podlasie),
- na wschodzie – z ziemią brzeską (Polesie).

## Historia

Herb dawnej guberni siedleckiej

Ziemia łukowska ukształtowała się w ramach najpierw księstwa krakowskiego i sandomierskiego, województwa sandomierskiego, a następnie, od 1474 roku, w ramach województwa lubelskiego, gdzie stanowiła odrębny powiat. Łuków stanowił również siedzibę starostwa grodowego, obok Lublina.
Pod koniec X wieku na terenie obecnej wsi Strzyżew nad Krzną Południową we wschodniej części ziemi łukowskiej pobudowano mały gród obronny. Miał konstrukcję wału typową dla Wielkopolski.
Ośrodkiem rozwoju parafii ziemi łukowskiej był Łuków. W latach 1254–1257 r. Łuków był przejściowo stolica biskupstwa misyjnego ustanowionego przez księcia Bolesława Wstydliwego celem chrystianizacji Jaćwingów, na czele którego stanął franciszkanin, Bartłomiej z Pragi. Biskupstwo zostało zniesione na skutek protestów krzyżackich. Niewiele później (przed 1327 r.) powstała parafia w Kocku. Do końca XVIII wieku biskupi krakowscy erygowali w sumie 12 samodzielnych parafii. Oprócz dwóch najstarszych były to: parafia Tuchowicz (przed 1350–1351), Zbuczyn (1418 – erekcja powtórna), Pruszyn (1430), Trzebieszów (1430), Ulan (ok. 1440), Serokomla (1444–1445), Kozirynek (Radzyń, 1456), Siedlce (1532), Radoryż (1588) i Stanin (1599). W Domanicach przed 1595 powstał kościół, wprawdzie tylko filialny parafii łukowskiej, jednak z wydzielonym okręgiem, a od 1747 r. samodzielna parafia. Także w Kąkolewnicy od XVIII w. funkcjonował kościół filialny – parafii Trzebieszów. Niektóre wsie zachodniego skraju ziemi łukowskiej należały do parafii Wilczyska (przed 1325–1328) i Wojcieszków (1434), posiadających swoje ośrodki na terenie ziemi stężyckiej. Natomiast parafia kocka rozciągała się na fragment ziemi lubelskiej i stężyckiej.
Ziemia łukowska miała zagwarantowane prawem odbywanie pospolitego ruszenia wyprawą łanową.
W dobie rozbiorów ziemia łukowska weszła w skład krótkotrwałego województwa chełmskiego (1793–1794), a wraz z III rozbiorem w 1795 roku znalazła się w granicach Austrii. Od 1809 roku znajdowała się w Księstwie Warszawskim, zaś po kongresie wiedeńskim w 1815 r., w granicach Królestwa Polskiego zaboru rosyjskiego. Nowe podziały administracyjne (patrz: województwo podlaskie) sprawiły, że ziemię łukowską i jej okolice zaczęto określać mianem Podlasia, mając na myśli Podlasie Południowe.
W 1867 Siedlce i Łuków weszły w skład powstałej wówczas guberni siedleckiej.
W czasach międzywojennych, obszar ziemi łukowskiej znajdował się całkowicie w granicach województwa lubelskiego, utworzono powiat łukowski. Po 1950 roku Siedlce znalazły się w granicach województwa warszawskiego.

## Zabytki

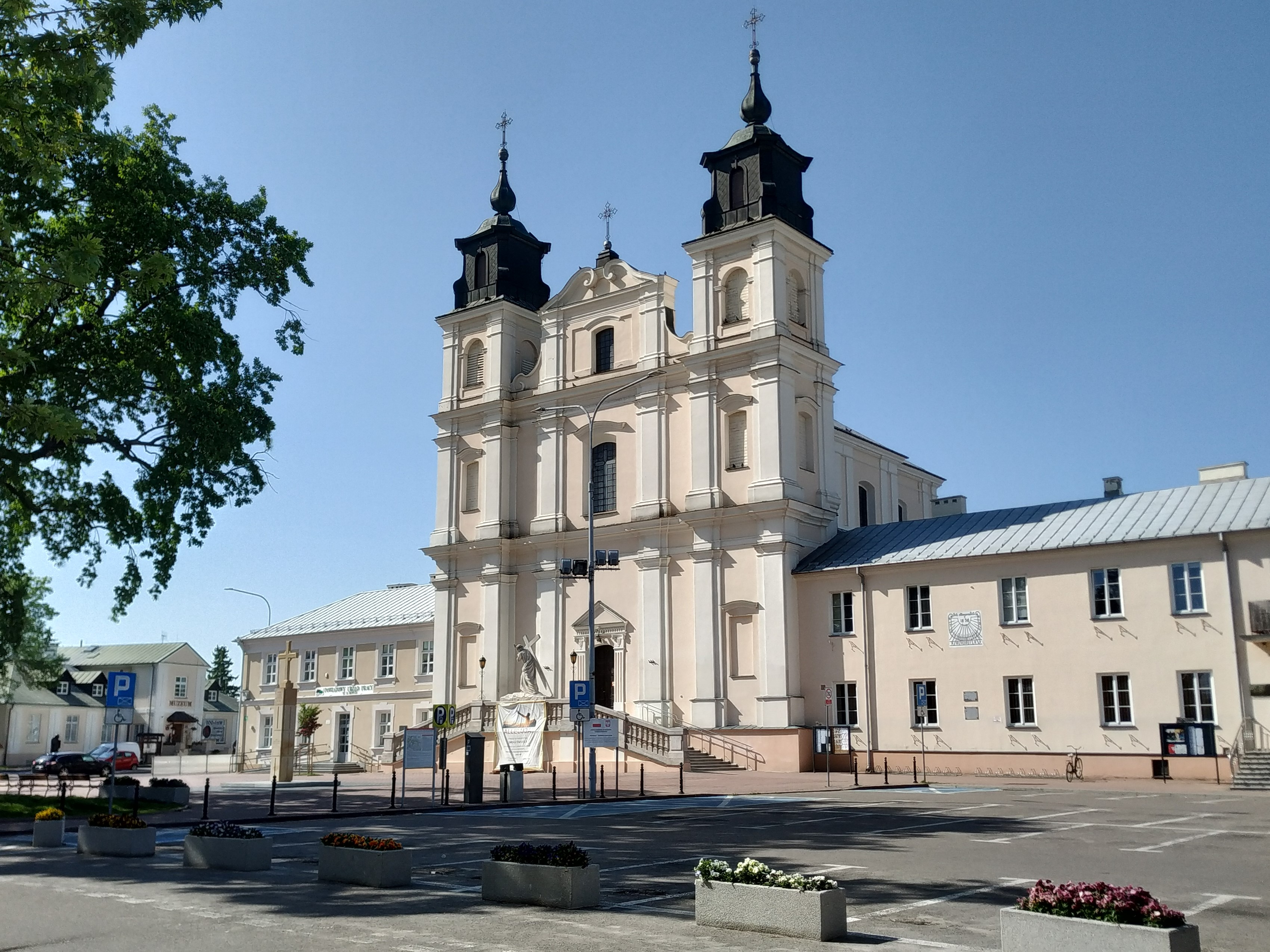
Kolegiata Przemienienia Pańskiego i zabudowania dawnego klasztoru pijarów w Łukowie

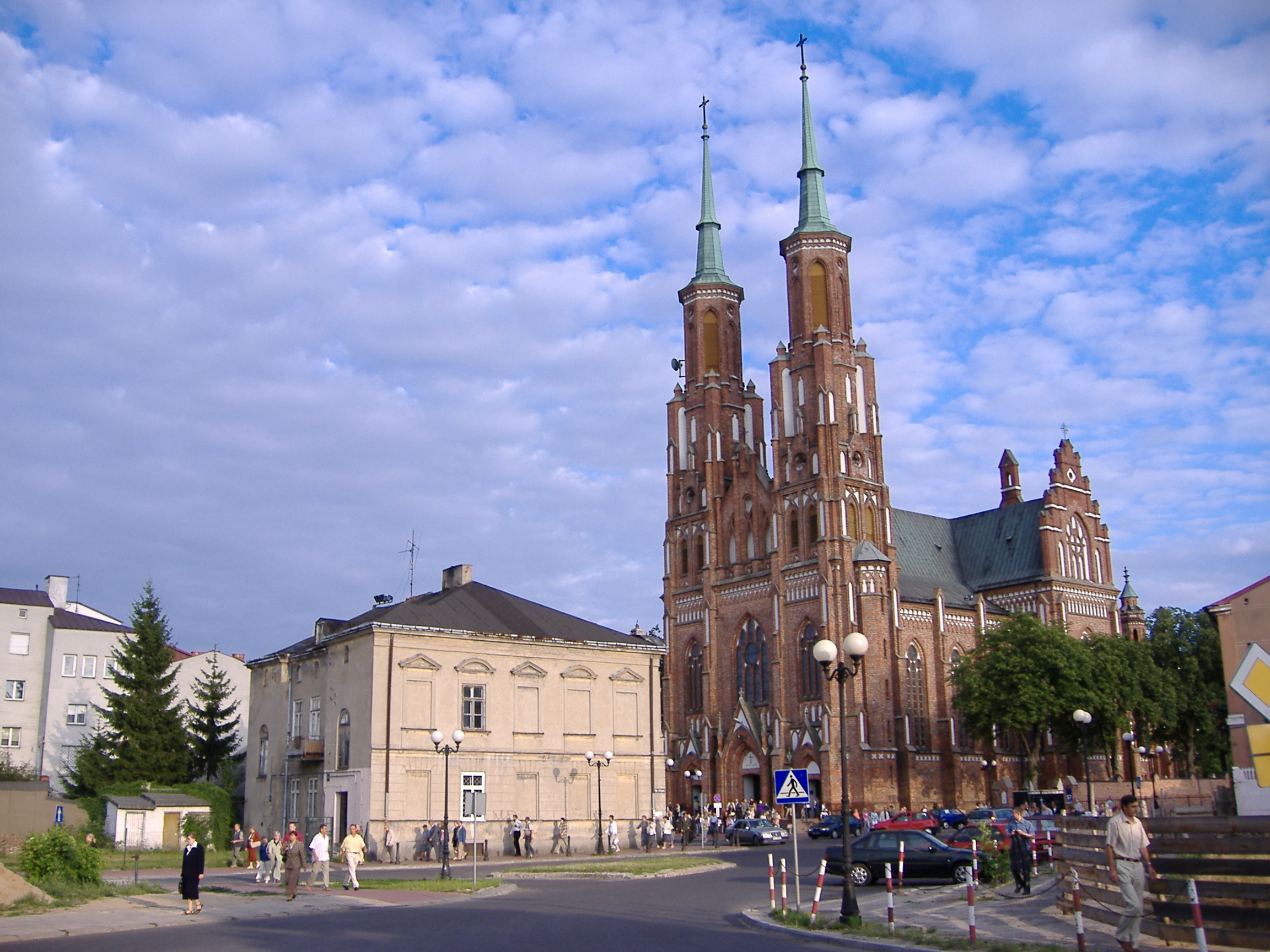
Katedra pw. Niepokalanego Poczęcia Najświętszej Maryi Panny w Siedlcach

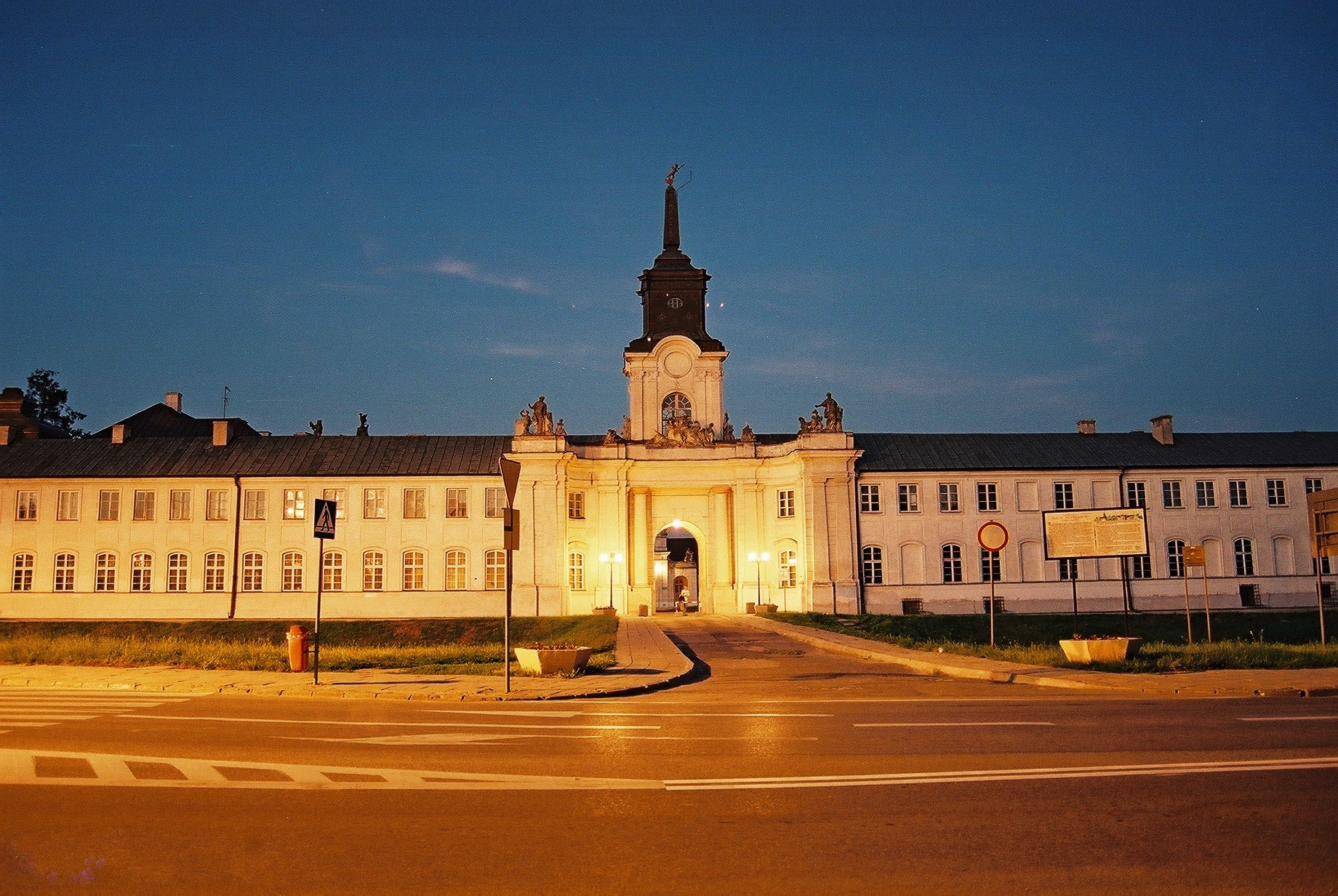
Pałac Potockich w Radzyniu Podlaskim

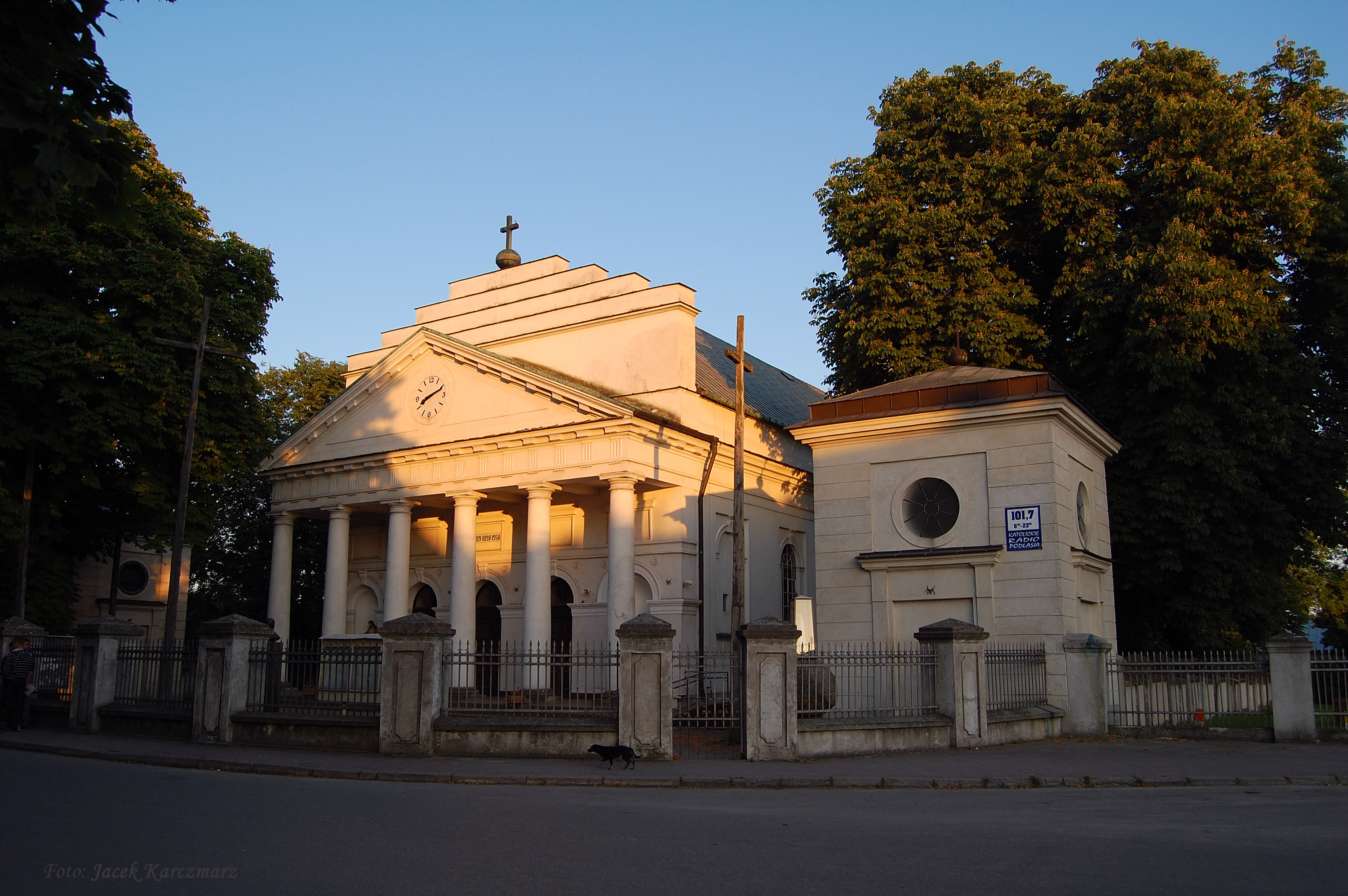
Kościół parafialny Wniebowzięcia Najświętszej Maryi Panny w Kocku

Budowle i założenia urbanistyczne powstałe na terenie ziemi łukowskiej przed 1795 rokiem, które zachowały się i są zabytkami
Najstarszymi zabytkami, podlegającymi ochronie konserwatorskiej, są średniowieczne grodziska, m.in. koło Tuchowicza, Łukowa, Strzyżewa, Turowa i Niewęgłosza.
Łuków
- Układ urbanistyczny z I połowy XV w., z centrum w pobliżu zakola Krzny Południowej
- Zespół klasztorny bernardynów przy ul. ks. kard. S. Wyszyńskiego, powstały w połowie XVIII w.
  - kościół pw. Podwyższenia Krzyża św., budowany od połowy XVII w. do 1770 r., obecnie parafialny
  - dzwonnica, murowana, barokowa
  - zabudowania klasztorne (obecnie należące do I Liceum Ogólnokształcącego im. T. Kościuszki)
- Zespół klasztorny pijarów przy pl. G. Narutowicza i ul. J. Piłsudskiego, powstały w XVIII w.
  - kościół pw. Przemienienia Pańskiego, wykonany na podstawie planu z 1721 r. Antoniego Solariego w latach 1733–1762 (obecnie kościół parafialny, podniesiony do rangi Kolegiaty Łukowskiej)
  - kolegium, otwarte dla uczniów w 1701 r., i zabudowania klasztorne (do 1996 r. Liceum Medyczne, obecnie Powiatowy Urząd Pracy)
- Konwikt Szaniawskich przy ul. J. Piłsudskiego, powstały w latach 1728–1733 (obecnie Muzeum Regionalne)

Tuchowicz
- Układ urbanistyczny z I połowy XV w.

Radzyń Podlaski (Kozirynek)
- Kościół Świętej Trójcy, parafialny; ufundowany przez Mniszchów, ukończony w 1641 r., w stylu późnorenesansowym; jedna z czołowych budowli renesansu lubelskiego; przy kościele brama-dzwonnica, wzniesiona na polecenie gen. Eustachego Potockiego przez Jakuba Fontanę w drugiej połowie XVIII wieku oraz budynek murowany szpitala dla ubogich z XVIII w.
- Zespół pałacowo-parkowy
  - pałac Potockich, zbudowany w połowie XVIII w.; w XV w. znajdował się tu zamek Kaznowskich, a w latach 1685–1709 właściciel dóbr radzyńskich podkanclerzy S. A. Szczuka, korzystając z usług architekta królewskiego Augusta Locciego, wzniósł barokową rezydencję typu reprezentacyjno-obronnego; projekt budowy pałacu wykonał Jakub Fontana
  - Oranżeria, murowana, wykonana według projektu Jakuba Fontany około 1750 r.
  - park pałacowy z XVIII w., właściwie pozostałości jego regularnego założenia

Żabików
- Pałac renesansowy, murowany, zbudowany w XVI lub na początku XVII w.

Serokomla
- Układ urbanistyczny z I połowy XVI w.

Siedlce
- Układ urbanistyczny powstały od XVI (do XIX) w.[7], składający się z zespołu miejskiego i rezydencjonalnego
- Zespół pałacowo-ogrodowy
  - pałac Ogińskich z I poł. XVIII w., przebudowany w stylu klasycystycznym na koszt księżnej Aleksandry Ogińskiej w l. 1776–1782 (obecnie siedziba władz Akademii Podlaskiej)
  - oficyna pałacowa
  - pawilon ogrodowy
  - Park miejski Aleksandria z 1768 r. – park sentymentalny założony przez księżną A, Ogińską w 1768 r. na części spacerowego ogrodu włoskiego Czartoryskich z I połowy XVIII w.
- Ratusz miejski zwany „Jackiem” powstały w l. 1767–1771, przebudowany po pożarach, przed 1787 i 1789 r. (obecnie Muzeum Regionalne)
- Kaplica pw. św. Krzyża z 1791 r.
- Klasycystyczny budynek teatru (obecnie Urząd Stanu Cywilnego)
- Kościół parafialny pw. św. Stanisława BM, powstały w l. 1740–1749, przebudowany po 1789 r., jest budowlą w stylu barokowo-klasycystycznym
- Późnobarokowa plebania powstała w l. 1766–1774, przebudowana w 1793 r.
- Odwach (obecnie Miejska Biblioteka Publiczna)
- Kolumna toskańska

Stanin
- Zespół podworski w Wesołówce koło Stanina – ruina stanińskiego dworu przebudowanego po 1820 r. na miejscu dworu-zamku z I połowy XVII w., z fosą i tarasami ziemnymi, oficyna, stajnia i park

Ponadto do 2009 r. stał w Staninie drewniany kościółek parafialny z 1756 r., który został translokowany do Pratulina.
Jeleniec
- Zespół kościelno-klasztorny
  - Kościół w stylu barokowym, wybudowany w latach 1742–1752 przez Antoniego Jezierskiego dla zakonu bernardynów, obecnie parafialny pw. św. Anny
  - Fragment dawnego klasztoru z XVIII wieku

Kock
- Układ urbanistyczny z epoki ks. Jabłonowskiej
- Kościół parafialny pw. Wniebowzięcia NMP z 1779–1782, klasycystyczny, zaprojektowany przez Szymona Bogumiła Zuga i dwie dzwonnice
- Pałac klasycystyczny księżnej Anny z Sapiehów Jabłonowskiej, wybudowany na bazie dawnego pałacu Firlejów według projektu Szymona B. Zuga w 1770 roku, przebudowany ok. 1779 r.otoczony parkiem geometryczno-krajobrazowym (obecnie Dom Spokojnej Starości)
- Cmentarz żydowski z XVIII w.

Ulan Duży
- Kościół parafialny pw. św. Małgorzaty, murowany, późnobarokowy, budowany od 1781 r.

Mysłów
- Park dworu z XVII w.

Do najcenniejszych zabytków historycznej ziemi łukowskiej należy renesansowy kościół w Radzyniu Podlaskim, barokowe kościoły, dwa w Łukowie, jeden w Siedlcach, rokokowy pałac w Radzyniu, budynek ratusza w Siedlcach oraz klasycystyczne dzieła architektoniczne w Siedlcach i w Kocku.

## Dawna mowa mieszkańców
Gwary ziemi łukowskiej (podobnie jak i północnej, nizinnej części ziemi lubelskiej) należą do dialektu mazowieckiego. W południowej części krainy występują niewielkie wpływy dialektu małopolskiego.

## Muzea i izby regionalne
- Muzeum Regionalne w Łukowie, utworzone w 1960 r. z inicjatywy Towarzystwa Przyjaciół Ziemi Łukowskiej
- Muzeum Okręgowe w Siedlcach zał. w 1928 r. pod nazwą Muzeum Ziemi Podlaskiej, zbiory zniszczone w 1944 r., odrodziło się pod przedwojenną nazwą, w l. 1975–1999 – Muzeum Okręgowe, obecnie Muzeum Regionalne w Siedlcach
- Muzeum Diecezjalne w Siedlcach, zał. w 1918 r. w Janowie Podlaskim, w 1922 przeniesione do Siedlec, podczas okupacji niemieckiej uratowano tylko część zbiorów; w 2000 r. ponowna erekcja Muzeum Diecezjalnego
- Muzeum Regionalne w Woli Osowińskiej, założone w 1977 r. z inicjatywy Towarzystwa Regionalnego w Woli Osowińskiej
- Izba Regionalna w Wojcieszkowie, utworzona w 1991 r. przy Towarzystwie Przyjaciół Wojcieszkowa
- Radzyńska Izba Regionalna założona w 2004 r. w pałacu Potockich
- Izba Regionalna w Białej k. Radzynia
- Izba Regionalna w Borkach, utworzona w 2008 r. przy Gminnej Bibliotece Publicznej
- Muzeum Parafialne w Kocku, z działami poświęconymi wspólnotom kalwinów i żydów; otwarte 29 IX 2017 r.[8]
- Muzeum Historii Kocka, otwarte w 2017 r.[9], dn. 14 XII
- Izba Pamięci przy OSP w Nurzynie, poświęcona szczególnie lokalnym bohaterom i wydarzeniom II wojny światowej, a także okresu powojennego; otwarta w 29 V 2020 r.

## Współczesność

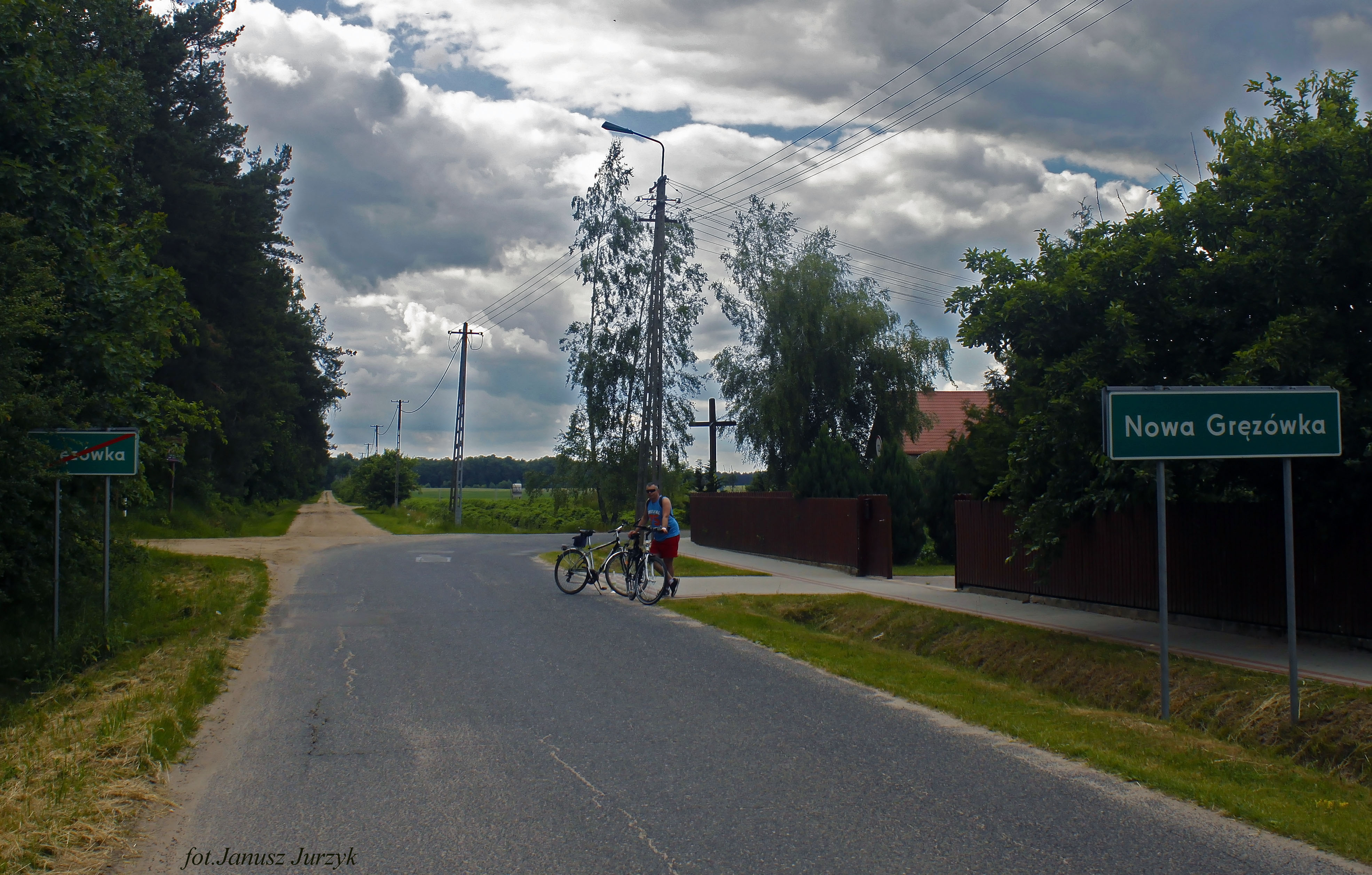
Wjazd do wsi Nowa Gręzówka.

### Miasta
Obecnie na obszarze ziemi łukowskiej znajdują się zaledwie cztery miasta. Są to:
- Łuków,
- Siedlce,
- Radzyń Podlaski,
- Kock.

Dawniej miastami były również: Serokomla, Tuchowicz i Zbuczyn. Przy granicy ziemi łukowskiej na Małej Bystrzycy znajdowało się miasto Wojcieszków, a 5 km dalej miasto Adamów (oba w ziemi stężyckiej).

### Gminy wiejskie
Gminy wiejskie powstałe na terenie ziemi łukowskiej (w kolejności nawiązującej do układu dorzeczy), data pierwszej wzmianki i herb współczesny oraz uwagi o zasięgu gminy
| W dorzeczu Krzny | W dorzeczu Liwca | W dorzeczu Tyśmienicy | W dorzeczu Wilgi | W dorzeczu Świdra |
| --- | --- | --- | --- | --- |
| - Gmina Łuków (mniejsza, pd. część terytorium gminy, po linię Żdżary–Rzymy-Las, znajduje się w dorzeczu Bystrzycy Północnej, a więc i Tyśmienicy). - Gmina Kąkolewnica, I wzm. o wsi Kąkolewnica (dawniej Kąkolownica): 1418. - Gmina Trzebieszów. I wzm. o wsi Trzebieszów: 1418. | - Gmina Zbuczyn. I wzm. o wsi Zbuczyn: 1418. - Gmina Siedlce. Pn. granica z. łukowskiej – wzdłuż Liwca (dawna nazwa Liw), zach. granica – wzdłuż Muchawki (d. Żytnia). - Gmina Wiśniew. I wzm. o wsi Wiśniew (dawniej Wiśniów): 1418. - Gmina Domanice. I wzm. o wsi Domanice: 1552. | - Gmina Radzyń Podlaski. - Gmina Stanin. I wzm. o wsi Stanin: 1529. - Gmina Ulan-Majorat. Dawniej główną wsią był Ulan – miejscowość parafialna, obecny Ulan Duży. I wzm. o wsi Ulan: 1418. - Gmina Borki. I wzm. o wsi Borki: 1603. - Gmina Krzywda. I wzm. o wsi Krzywda: 1603. Na terenie z. łukowskiej – część gminy po pn. stronie Małej Bystrzycy i z Hutą Radoryską. - Na terenie z. łukowskiej – część gminy Wojcieszków po lewej stronie Małej Bystrzycy. - Gmina Serokomla. I wzm. o miejscowości Serokomla: 1346-1358. Na terenie z. łukowskiej znajduje się większa część gminy. - Gmina Kock – gmina miejsko-wiejska. Na terenie z. łukowskiej – część gminy od doliny Czarnej na wschód. | - Gmina Wola Mysłowska. I wzm. o wsi Wola Mysłowska: 1529. Na terenie z. łukowskiej – część gminy po prawej stronie Wilgi od Woli Mysłowskiej i Lisikierza do Germanichy. | - Gmina Stoczek Łukowski – fragment gminy z wsią Stary Jamielnik. Drugi fragment ze wsią Jedlanka (początek rzeki Bystrzyca) znajduje się w dorzeczu Tyśmienicy. |